# Oskar Steigerwald
Oskar Steigerwald (* 1. August 1871 in Regenhütte; † 29. Juni 1902 in Pasing) war ein deutscher Glasfabrikant.

## Leben
Oskar Steigerwald studierte an der Technischen Hochschule Berlin-Charlottenburg Ingenieurwissenschaften und schloss sich im Sommersemester 1890 dem Corps Saxonia-Berlin an. Nach dem Studium trat er als letzter direkter Nachkomme in die Leitung der von seinem Großvater Wilhelm Steigerwald gegründeten Glashütte Regenhütte ein. 1895 übernahm er das Glashüttengut Ludwigsthal in Pacht. 1901 vereinigte er die Regenhütte und die Glashütte Ludwigsthal mit der Glashütte Schliersee zur Vereinigte bayerische Krystallglasfabriken A.G. mit Sitz in München. 
Nach einem tödlichen Jagdunfall im Jahre 1902 führte seine Witwe Marianne von Streber-Steigerwald das Unternehmen bis 1950 weiter, das 1905 den Namen Bayerische Kristallfabriken vorm. Steigerwald A.G. annahm und nach dem Ersten Weltkrieg als Kristallglasfabrik Steigerwald firmierte.